# آنا ريزان
آنا ريزان (اليونانية: Анна Резан ؛ ولدت آنا هانا ريزان كريتسيلي ، اليونانية: Анна Хана Резан Крицели ؛ 12 ديسمبر 1992) هي ممثلة ومغنية يونانية. بدأت حياتها المهنية في سن المراهقة المبكرة من خلال الظهور في الأفلام والمسلسلات التلفزيونية اليونانية ، وعلى الأخص في الفيلم الكوميدي عرض عاهرة لعام 2010  الذي عُرض لأول مرة في مهرجان ثيسالونيكي السينمائي الدولي.
كان أول دور دولي لها في فيلم كوميديا آموس بو ، وهو ترجمة جديدة للكوميديا الإلهية لدانتي بواسطة آموس بو التي عُرضت لأول مرة في مهرجان البندقية السينمائي 2010 وبطولة روبرتو بينيني. اصدرت أغنيتها الأولى ، "Let There Be Rain" ، دوليًا في عام 2011 وفي عام 2016 ، تم إصدار "Let There be Love" عالميًا بواسطة مجموعة يونيفرسال الموسيقية. في عام 2017 ، شاركت في بطولة قتال رقص حب موت: مع ميكيس على الطريق للمخرج أستريس كوتولاس. عرض الفيلم لأول مرة في مهرجان هوف السينمائي الدولي.

## روابط خارجية
- آنا ريزان في قاعدة بيانات الأفلام على الإنترنت
- آنا ريزان على أول ميوزيك